# 亮绿薹草
亮绿薹草（学名：Carex finitima）是莎草科薹草属的植物。分布在锡金、喜马拉雅山东部以及中国大陆的四川、云南等地，生长于海拔2,100米至2,600米的地区，多生长在溪边、林下及路边。

## 变种
短叶亮绿薹草（学名：Carex finitima var. attenuata）为莎草科苔草属亮绿苔草的变种。分布在印度以及中国大陆的云南等地，生长于海拔2,000米至3,000米的地区，多生于水边草地和路边。